# Господарський облік
Господа́рський о́блік — це спостереження, сприймання, вимірювання та
реєстрація господарських фактів, тобто реальних, не вигаданих предметів (споруда, трактор, хліб тощо), або реальних Процесів (купівля, виготовлення продукту, виконання роботи, надання послуги тощо) господарювання.
Проте господарський облік реєструє господарську діяльність людей, спрямовану на добування, перетворення та пристосування продуктів природи до потреб людського суспільства. Тобто господарський облік реєструє діяльність людей у сфері матеріального виробництва — основи суспільного життя.

## Історія
Господарський облік існував у всіх соціально-економічних формаціях. При первісному і рабовласницькому ладі господарський облік був примітивним. З розвитком людського суспільства господарський облік ускладнювався і вдосконалювався.

## Мета господарського обліку
Господарський облік використовується насамперед для спостереження, вимірювання та реєстрації елементів процесу суспільного відтворення: предметів праці (сировини, матеріалів тощо), з яких виготовляється продукція, затрат живої праці на виготовлення суспільного продукту, готової продукції, виготовленої в процесі виробництва, її наявності, руху й використання, а також у розрахункових і кредитних відносинах, що виникають при цьому.

## Різновиди господарського обліку
Розрізняють три види господарського обліку: оперативний, статистичний та бухгалтерський облік.